# Crossmolina
Crossmolina (en gaèlic irlandès Crois Uí Mhaoilíona o "creu de Mullany") és una vila d'Irlanda, al comtat de Mayo, a la província de Connacht. La vila es troba als marges del riu Deel prop del marge nord de la Lough Conn. Es troba a uns 9 km a l'oest de Ballina, en la carretera N59 que travessa l'oest a través de Iorras cap a Bellacorick i Bangor Erris, Glencastle, Belmullet i la península de Mullet.

## Història
L'abadia de Crossmolina va ser fundada per un membre de la família terratinent De Barry. Poc queda d'aquesta fundació en l'actualitat. En 1306, tres normands van ser acusats per robatori a l'abat. Durant el segle xv, Crossmolina va passar a la família Bourke. En 1526 els O'Donnell de Tir Conaill van envair Tirawley i demoliren el castell de Crossmolina.
L'abadia va ser dissolta el 1537. Al voltant de 1630 l'abadia i les seves terres foren entregades a Sir Richard Blake. La dissolució va privar al poble d'un centre hospitalari, de cultura i d'educació.

## Personatges
- Marc Roberts, cantant, representà Irlanda al Festival de la Cançó d'Eurovisió 1997
- Ciaran McDonald, jugador de futbol gaèlic
- Kevin Rowland (de Dexy's Midnight Runners) nascut a Wolverhampton, Anglaterra, els seus pares són de Crossmolina